# بيرك
بيرك (داكوتا الجنوبية) (بالإنجليزية: Burke, South Dakota)‏ هي مدينة تقع في الولايات المتحدة في مقاطعة غريغوري، داكوتا الجنوبية. يقدر عدد سكانها بـ 604 نسمة ومساحتها 1.45 كم2 وترتفع عن سطح البحر 669 متر.

## التركيبة السكانية
قام مكتب تعداد الولايات المتحدة بتحديد بيانات التركيبة السكانية لبيركفي تعداد الولايات المتحدة. في ما يلي، التركيبة السكانية حسب تعدادي 2000 و2010.

### تعداد عام 2000
بلغ عدد سكان بيرك 676 نسمة بحسب تعداد عام 2000، وبلغ عدد الأسر 327 أسرة وعدد العائلات 177 عائلة مقيمة في المدينة. في حين سجلت الكثافة السكانية 1,210.1 نسمة لكل ميل مربع (467.2/كم2). وبلغ عدد الوحدات السكنية 385 وحدة بمتوسط كثافة قدره 689.2 نسمة لكل ميل مربع (266.1/كم2).
وتوزع التركيب العرقي للمدينة بنسبة 97.49% من البيض و 1.78% من الأمريكيين الأصليين و 0.74% من عرقين مختلطين أو أكثر.
بلغ عدد الأسر 327 أسرة كانت نسبة 22.3% منها لديها أطفال تحت سن الثامنة عشر تعيش معهم، وبلغت نسبة الأزواج القاطنين مع بعضهم البعض 47.4% من أصل المجموع الكلي للأسر، ونسبة 4.9% من الأسر كان لديها معيلات من الإناث دون وجود شريك، وكانت نسبة 45.6% من غير العائلات. تألفت نسبة 44.3% من أصل جميع الأسر من أفراد ونسبة 30.0% كانوا يعيش معهم شخص وحيد يبلغ من العمر 65 عاماً فما فوق. وبلغ متوسط حجم الأسرة المعيشية 2.85، أما متوسط حجم العائلات فبلغ 2.03.
بلغ العمر الوسطي للسكان 48 عاماً. وكانت نسبة 21.7% من القاطنين تحت سن الثامنة عشر، وكانت نسبة 3.8% بين الثامنة عشر والأربعة وعشرون عاماً، ونسبة 20.4% كانت واقعةً في الفئة العمرية ما بين الخامسة والعشرون حتى والأربعة وأربعون عاماً، ونسبة 23.1% كانت ما بين الخامسة والأربعون حتى الرابعة والستون، ونسبة 30.9% كانت ضمن فئة الخامسة والستون عاماً فما فوق. يوجد لكل 100 أنثى 77.9 ذكر، ويوجد لكل 100 أنثى في الثامنة عشر من عمرها فما فوق 74.0 ذكر.
بلغ متوسط دخل الأسرة في المدينة 23,056 دولار، أما متوسط دخل العائلة فبلغ 32,333 دولار. وكان متوسط دخل الذكور 23,438 دولار مقابل 19,250 دولار للإناث. وسجل دخل الفرد الخاص بالمدينة 14,210 دولار. وكانت نسبة 7.2% من العائلات ونسبة 15.7% من السكان تحت خط الفقر، وكان من هؤلاء نسبة 12.9% تحت سن الثامنة عشر ونسبة 22.5% في الخامسة والستين من العمر وما فوق.

### تعداد عام 2010
بلغ عدد سكان بيرك 604 نسمة بحسب تعداد عام 2010، وبلغ عدد الأسر 324 أسرة وعدد العائلات 161 عائلة مقيمة في المدينة. في حين سجلت الكثافة السكانية 1,078.6 نسمة لكل ميل مربع (416.4/كم2). وبلغ عدد الوحدات السكنية 398 وحدة بمتوسط كثافة قدره 710.7 لكل ميل مربع (274.4/كم2).
وتوزع التركيب العرقي للمدينة بنسبة 94.2% من البيض و 3.5% من الأمريكيين الأصليين و 0.2% من الأمريكيين الأفارقة و 2.0% من عرقين مختلطين أو أكثر.
بلغ عدد الأسر 324 أسرة كانت نسبة 19.4% منها لديها أطفال تحت سن الثامنة عشر تعيش معهم، وبلغت نسبة الأزواج القاطنين مع بعضهم البعض 42.9% من أصل المجموع الكلي للأسر، ونسبة 4.6% من الأسر كان لديها معيلات من الإناث دون وجود شريك، بينما كانت نسبة 2.2% من الأسر لديها معيلون من الذكور دون وجود شريكة وكانت نسبة 50.3% من غير العائلات. تألفت نسبة 48.5% من أصل جميع الأسر من أفراد ونسبة 27.8% كانوا يعيش معهم شخص وحيد يبلغ من العمر 65 عاماً فما فوق. وبلغ متوسط حجم الأسرة المعيشية 2.62، أما متوسط حجم العائلات فبلغ 1.86.
بلغ العمر الوسطي للسكان 52.2 عاماً. وكانت نسبة 17.9% من القاطنين تحت سن الثامنة عشر، وكانت نسبة 3.9% بين الثامنة عشر والأربعة وعشرون عاماً، ونسبة 18.3% كانت واقعةً في الفئة العمرية ما بين الخامسة والعشرون حتى والأربعة وأربعون عاماً، ونسبة 30.4% كانت ما بين الخامسة والأربعون حتى الرابعة والستون، ونسبة 29.5% كانت ضمن فئة الخامسة والستون عاماً فما فوق. وتوزع التركيب الجنسي للسكان بنسبة 44.5% ذكور و55.5% إناث.